# Rezolucja Rady Bezpieczeństwa ONZ nr 1680
Rezolucja Rady Bezpieczeństwa ONZ nr 1680 została uchwalona 17 maja 2006 podczas 5440. posiedzenia Rady.
Rezolucja była reakcją na toczące się negocjacje w sprawie wycofania wojsk syryjskich z Libanu i nie zawiera postanowień o wiążącej mocy prawnej. Za najważniejszy jej zapis można uznać stanowcze wezwanie skierowane do strony syryjskiej, aby pozytywnie odniosła się do propozycji libańskich.